# 乌德穆尔特共和国
乌德穆尔特共和國（羅馬化：Udmurtskaya respublika）位於東歐平原東部，是俄羅斯聯邦主體之一，屬伏爾加聯邦管區。

## 概述

### 地理位置
面積42,100平方公里。領土由南到北270公里，由西到東約180公里，位於伏爾加聯邦區，卡瑪河與必特卡河之間。其北部與西北部與基洛夫州相鄰，東部則與彼什姆州接壤，東南部與巴什克什托斯坦共和國相鄰，南部與韃坦斯坦共和國相接。

### 地形
領土為多丘平原，地勢由南向北下降，由東向西下降。

### 氣候
溫帶大陸型氣候，一月均溫零下15度，七月均溫17度到19度。

### 自然資源
主要有石油，泥炭，氮（甲烷），礦產，石英砂，黏土，石灰石。

### 行政區
- 1920年11月24日先成立了沃特茲克自治州。
- 1932年1月1日改名為烏德穆特自治州。
- 1934年12月28日再更名為烏德穆爾特蘇維埃社會主義自治共和國。

烏德穆爾特共和國分為25個區，5個共和國轄市，1個區轄市，4個市中區，15個紀念市，263個行政。現今首府伊熱夫斯克。

### 主要城市
- 伊熱夫斯克
- 沃特金斯克
- 格拉佐夫
- 莫日加
- 薩拉普特

## 歷史
1920年11月4日從沙俄時期的喀山和維亞特卡省中抽出土地成立了沃特茨克自治州，1932年1月1日改名为乌德穆尔特自治州，1934年12月28日更名为乌德穆尔特苏维埃社会主义自治共和国。1991年10月11日改用現名。

### 人口
人口1,521,420（2010年）。烏德穆爾特是一個多民族共和國，人口較多的是俄羅斯人，烏德穆爾特人，鞑靼人，人口密度為每平方公里36.7人，比俄羅斯高出3倍。當中俄羅斯人佔總人口60.1%，韃靼人佔7%，乌德穆尔特人佔29.3%。俄語及乌德穆尔特语同為官方語言。

### 經濟區
共和國境內分為四個經濟區，分別是中心區，普利卡姆斯克區，西南區和北區。

## 藝術

### 藝術家
烏德穆爾特共和國有很多著名的藝術家：
| 畫家       | A.P. Kholmogorov, A.T. Russkikh, P. S. Semenov, A. E. Lozhkin |
| 雕刻家     | A. E. Anikin, P. K. Medvedev                                  |
| 裝飾藝術家 | Y. S. Blinov, K. F. Reznitsky                                 |

作曲家彼得·伊里奇·柴科夫斯基出生在此。

### 博物館
目前烏德穆爾特共和國有32個博物館（6個國家博物館，26個市立博物館），另外，在其中小學、大學、其他機構與企業中還有140個非國家的公共博物館。
建立博物館的目標是為了吸引遊客到烏德穆爾共和國觀光，每年約有超過7萬人次參觀博物館；超過1萬5000個短程旅行活動；2000場的講習；500場展覽。

### 劇院與音樂會
烏德穆爾特共和國有超過160種大大小小、俄羅斯國內外不同的戲劇表演，也有很多兒童戲劇的演出，“Theater Spring”的活動也定期舉行，以藉此讓烏德穆爾特共和國人民認識共和國內的戲劇表演；共和國每年舉辦柴可夫斯基音樂節活動，紀念偉大的藝術家—柴可夫斯基冥誕，另外還舉辦“Young Talent of Russia in Tchaikovsky's Native Land”的音樂活動，藉此起發青年的創意並且提升古典音樂的興趣。

### 馬戲團
在一個世紀以前，第一個馬戲團就在伊熱夫斯克出現了，19世紀末，馬戲團通常只在某處落腳，搭個簡陋的戲台，有錢一點的人有長椅可以坐著聽戲，沒錢的則站著聽，第一座供馬戲團表演的場地於1895年建造，到內戰前都還持續運作，1926年，Kolart馬戲表演場建立，1939年，馬戲表演場重新翻修，1943年11月29日，重新啟用，戰爭受傷士兵成了第一批馬戲表演的觀眾。
1990年，馬戲表演場已經破舊不堪了，9年後在舊馬戲表演場處原地重建新館場；2003年，烏德穆爾特共和國國家馬戲表演場是全俄國首屈一指的表演場，內含最新的設備與最好的聲光效果未表演增加更多趣味，優秀的表演者有如，Theresa Durov, Nikolai Gladishchikov等。

## 工業
近年來，烏德穆爾特共和國的輕工業正如火如荼的發展中，企業使用最新的廠房與器具，增進產品品質，The Sakton 60年來都在生產針織外衣，其產品主要針對女性市場（如，女用襯衫、裙子等），The Sharkan-Trikotazh主要生產的也是針織品；化學工業也是烏德穆爾特共和國發展的重要項目之一，其中企業有：
| 伊熱夫斯克塑膠工廠 | 聚合物原料處理                                                           |
| LUCH               | 聚合物加工，生產和銷售各種塑料製品，如，防漏包裝材料、大型容器與家居用品 |
| Ergon              | 聚氨酯和聚氨酯泡沫處理，如，汽車和機械製造等                             |

### 煉油業
2007年，烏德穆爾特共和國遊產超過1億361萬噸，其中97.8%是由共和國內兩大石油公司—Udmurtneft與Belkaneft生產，其中，Udmurtneft是烏德穆爾特共和國最大的石油公司，在13個行政區中，擁有24座油田；除此之外，烏德穆爾特共和國尚有10個較小的石油公司，如，Ryabovskoe, Reshetnikovskaya等。

### 木造業[7]
2006年木材和木材加工業佔2.5％的整體工業總產出。 Uvadrev - 控股公司是在烏德穆爾特共和國最大的木材和木材加工業企業;它是木材和刨花板層壓木刨花板的主要生產商。而紅星企業生產的大部分產品用於兒童（家具，文具，玩具等）。 Izhmebel公司被稱作是家具業中伏爾加 - 維亞特卡和烏拉爾經濟區最大的生產國。它生產的軟墊，櫥櫃，廚房，臥室，兒童和辦公家具，鏡子和各種型號。 格拉佐夫家具廠專業從事家具製造層壓刨花板的。 
2006年，木造業佔全烏德穆爾特共和國總出口量的2.5%，近日，烏德穆爾特共和國木造產業希望吸收最新科技，以創造更高的效益：
| Uvadrev     | 烏德穆爾特共和國最大的木材和木材加工企業；產品：木材和刨花板層壓木刨花板                          |
| Izhmebel    | 伏爾加 - 維亞特卡和烏拉爾經濟區最大的家具生產公司；產品：軟墊，櫥櫃，廚房，臥室，兒童和辦公家具等 |
| The SPUTNIK | 瓦楞紙板及包裝材料                                                                                |

### 食品/食品加工業
共和國內有11家大型乳品製造企業，7個肉品加工廠，10個食品加工廠，9個大型麵包烘培坊和5家糧食加工企業；乳品廠生產全脂牛奶，低脂產品，奶酪，黃油，乳酪和冰淇淋製品。近年來它們已經掌握了更多更先進的製作乳製品技術。肉製品的品項不斷擴大，烏德穆爾特企業提供新款的頂級香腸，生燻香腸。
食品加工業提供烏德穆爾特共和國的人豐富且高品質的食品，如糖果，通心粉，麵包，醋，蛋黃醬，酵母，礦泉水和汽水等。可以大膽地斷言，烏德穆爾特企業在食品品項上在國際市場運作的潛力無窮，因為他們的產品符合營養和健康標準。

### 冶金
占烏德穆爾特共和國10％的工業生產。 Izhstal工廠主要從事生產及銷售鋼鐵冶金產品 - 鍛造，沖壓和鑄造件。 Chepetsky是俄羅斯最大的生產合金產品，貧化鈾，金屬鈣及其他化合物機械廠。按照國際熱核實驗反應項目，俄羅斯是一個參與者，正在建立的超導體的生產工廠。 冶金研究，擁有一個技術中心的地位，專業從事先進的鋼鐵生產工藝和設備，軋製，鑄造和鍛造。 Balezinsky鑄造和機械廠，專業從事爐鑄造。

### 化學工業
近年來化學工業一直是在烏德穆爾特共和國發展最快的行業之一。在2000年到2006年其產量增加4.9倍。 Izhevsky ZAVOD Plastmass（伊熱夫斯克塑料廠）是此區畫工產業的大廠。貢獻在汽車和機械製造業，還有各種塑料製品，包括防漏包裝材料和大型容器，以及家居用品。

### 國防工業
聯邦國家單一制企業Votkinsky 。領先俄羅斯的國防企業，擁有250年的悠久歷史。生產世界知名的白楊洲際彈道導彈，大量生產布拉瓦導彈。 此外，企業生產各種民生產品，Izhevsky Mashinostroitelny ZAVOD JSC 
生產的槍支在伊熱夫斯克機器製造廠的建設開始於1807年，1929年工廠開始生產摩托車，1930年生產機床。 Izhevsky Motozavod“Aksion - 控股”股份公司成立於1933年，企業歷來注重在國防科學密集型產品的生產，它也產生了廣泛的民用產品。 Izhevsky機電ZAVOD“Kupol”JSC ，公司成立於1957年，是其中一個主要的國防企業在俄羅斯，主要產品：小型近程防空系統。聯邦國家單一制企業Izhevsky機械廠，公司成立於1942年，今天的企業是五大小武器生產商在世界上，它生產俄製體育和狩獵槍支。工廠專門生產防空導彈系統，反坦克導彈，機載導彈設備，小型武器和民用商品。 Sarapulsky radiozavod與通控股股份公司，自1900年建廠以來生產的郵政服務和鐵路設備。今天，企業生產新一代軍事通信系統，包括用於裝甲車輛，醫療設備等。 Sarapulsky Electrogeneratorny ZAVOD JSC，該廠的歷史可以追溯到1939年，該工廠的主要產品有車載發電系統，電路控制和保護系統，車載照明系統為所有運用在所有類型的俄羅斯飛機和直升機。 Elekond JSC，成立於1963年。Elekond公司是俄羅斯的主要鋁的生產商和供應商。
國防企業構成烏德穆爾特共和國工業的一個顯著的部分。Votkinsky ZAVOD廠，生產布拉瓦洲際導彈。 Kupol伊熱夫斯克機電工廠生產防空導彈系統。伊熱夫斯克Motozavod“Aksion-控股”生產儀表和控制系統的導彈複合體，通信和控制設備，專用計算機和電子準直器。 Sarapul radiozavod與通控股工廠生產新一代軍用通信產品。

### 機械製造和金屬加工業
機械製造和金屬加工行業已經形成烏德穆爾特共和國的工業基礎在其整個歷史，並保持它的優勢產業。這些行業可以追溯到1807當俄皇亞歷山大一世頒布法令，武器工廠在伊熱夫斯克被創建。火器產量在烏德穆爾特共和國是由伊熱夫斯克火器廠和伊熱夫斯克機械廠為代表。伊熱夫斯克企業生產超過俄羅斯出口的小型武器的95％和75％的體育和狩獵槍支。他們提供了一個廣泛的民用和軍用武器：有突擊步槍，狙擊步槍，衝鋒槍，螺栓行動和半自動卡賓槍，半自動滑膛卡賓槍，狩獵和運動獵槍。 

### 汽車工業
IzhAvto公司是俄羅斯在全球領先的汽車製造商。自2005年8月，它已經組建KIA SPECTRA轎車下一個起亞汽車公司授權。該Sarapul電動發電機廠和伊熱夫斯克Motozavod“Aksion-控股”生產汽車電器設備。該Sarapul無線電二廠，控股工廠生產各種汽車音響系統。

### 航空航天設備
伊熱夫斯克Motozavod“Aksion-控股”公司生產的專為航天器控制命令的儀器和系統。 Sarapul電動發電機廠是電器產品用於飛機的主要生產商，該工廠的主要產品是車載發電系統，電網控制及保護系統，車載照明系統為所有類型的俄羅斯飛機和直升機。伊熱夫斯克無線電廠專門從事空間遙感，衛星通信和導航系統。 

### 工業設備生產[7]
| Votkinsky ZAVOD工廠              | 歷來生產金屬切削機床作為其最暢銷的產品。此外，此企業生產運輸和冷藏設備，設備用於石油，天然氣和採礦業，消費品。Sarapul電動發電機廠生產的自供電焊台，發電機組，水泵，電動車。 |
| Reduktor廠                       | 生產設備食品和乳製品行業。 |
| Oskon廠                          | 瓦楞紙板及包裝材料 |
| 格拉佐夫Khimmash工廠             | 生產的金屬框架結構，容器，換熱器和乾燥器，設備，紙漿和造紙，食品等行業。 |
| Kupol伊熱夫斯克機電廠            | 生產的採油設備，HVAC系統，設備，木材加工，釀酒廠和公共餐飲企業。 |
| Aksion通控股伊熱夫斯克Motozavod  | 生產節能設備和農業機械 |
| Izhneftemash工廠                 | 生產設備，採油和油井維修。 |
| 伊熱夫斯克試驗機械廠             | 專業生產各種規格棒 鎳鈦進度生產設備有用於石油開採和輪胎行業，電子束焊和非標焊接設備。，                                                                                     |
| Kupol伊熱夫斯克機電廠            | 生產的採油設備，HVAC系統，設備，木材加工，釀酒廠和公共餐飲企業。 |
| Elekond公司                      | 是俄羅斯的主要鋁的生產商和供應商。 |
| 伊熱夫斯克radiozavod             | 專門生產鐵路自動化和通信，以及節能系統，設備，燃料和能源等行業。 |
| 伊熱夫斯克Motozavod“Aksion-控股” | 專業生產電路板，結合電路板，以及複雜的金融工具，電梯控制車站等。 |
| 伊熱夫斯克機械廠                 | 生產的微電子產品，特殊用途及醫療設備和家用電器。 |

### 醫療設備與材料
Sarapul radiozavod與通控股的工廠生產的Oskon電磁治療機等醫療設備。 伊熱夫斯克機械廠生產的心臟起搏器。 RESTER製藥企業生產輸液。 伊熱夫斯克Motozavod“Aksion-控股”產生了廣泛的醫療用具，如重症監護複合物，新生兒表格，除顫器，心動等。 Akustmash科學生產協會生產設備，EPS治療。 
Nanoindustry研發在烏德穆爾特共和國的活動由Kupol伊熱夫斯克機電設備。Nanoindustry中心已經建立在烏德穆爾特共和國的工程技術研究中心。

## 農業

### 農畜業
牲畜產業佔烏德穆爾特共和國地區生產總值的60％，烏德穆爾特共和國良好的天然環境、土壤與氣溫，為農畜產業提供有利的生產條件；烏德穆爾特共和國目前是伏爾加聯邦區農作物生產重地，當地農業與工廠合作，形成完整的生產製造鏈，；烏德穆爾特共和國的農產加工業提供當地人民高品質的農業加工品，近日，其肉類加工市場正在擴張，這裡提供市場兩種優質的火腿肉，目前，烏德穆爾特共和國的農產加工業難以進軍國際市場，就是因為他堅持其產品的營養與健康。

畜牧養殖是在烏德穆爾特共和國農業活動的主要領域。畜牧業傳統的分支被展開在烏德穆爾特共和國主要是牛，豬和鳥類養殖。羊隻養育，漁業，馬隻養育，毛皮養殖和蜜蜂養殖在烏德穆爾特共和國生產總量方面的貢獻是微不足道的。
有黑色斑點的牛是烏德穆爾特共和國養育牛隻的主要品種。有11家養豬專業化的企業在此共和國，其中優良品種的豬被提出是：大白豬，杜洛克，Urzhum，長白，大約克。另外，烏德穆爾特農學專家開發出羊的早熟品種，此種品種的羊肉和羊毛品種被稱為蘇維埃。備受關注是支家禽養殖的發展，五禽養殖場專門從事雞蛋生產，以及肉雞的生產。土壤和氣候為發展多元化農業，充分滿足其在主食食品需求的良好條件。

### 種植業
灰壤草皮普遍存在烏德穆爾特共和國。農地190萬公頃，包括140萬公頃的可耕地。糧食作物，馬鈴薯，蔬菜，亞麻和飼料作物的種植為共和國的主要作物。
糧食生產對此共和國經濟非常重要。事實上，烏德穆爾特位於高風險的耕作區域，作物和穀物的產量是不穩定的。亞麻纖維在傳統上一直支撐烏德穆爾特共和國的農業。該共和國亞麻產量主要在伏爾加河沿岸，在聯邦區內可說是此品項容量和體積的領導者。亞麻產業在烏德穆爾特共和國的特點是農業組織與當地工廠的廣泛融合，形成一個完整的生產週期，從種植亞麻纖維到它的工業加工。